# Paravima flumencaurimarensis
Paravima flumencaurimarensis was een hooiwagen uit de familie Agoristenidae. De originele naamcombinatie (protoniem) was Paravima flumencaurimarensis González-Sponga, 1987. 
Na 2023 de geldige combinatie is als junior synoniem van Paravima goodnightorum Caporiacco, 1951, gesteld door García & Villarreal (2023).